# Felipe Herrera Vial
Felipe Herrera Vial est un poète, essayiste, historien, homme politique et journaliste vénézuélien, né à Valencia le 5 février 1913 et mort le 31 mai 1995. 

## Biographie
Ancien directeur de la page littéraire du journal El Carabobeño de Valencia et ancien collaborateur de El Nacional et de La Esfera de Caracas, il est député de 1937 à 1941 et sénateur de 1973 à 1978. En 1941, il devient président de l'association vénézuélienne des journalistes,. En 1967, il effectue un voyage d'étude aux archives de Indias en Espagne et l'Europe pour la préparation de son ouvrage Voyageurs par terres de Carabobo. Il a été un animateur culturel par excellence de sa ville de naissance, Valencia, dont son activité de journaliste (1940-1990) et universitaire témoignaient sa lute pour plus de éducation et de culture pour les majorités de ses concitoyens. Il a été cofondateur du parti social-démocrate Action démocratique.

## Œuvres poétiques
- 1938, FRAGUA (FORGE)
- 1945, Clima de la gaviota y la esperanza
- 1954, Campana herida (Cloche brisée)
- 1956, Motivos de Incamar
- 1961, Madrigal de mi lira
- 1966, Estampas Valencianas (chroniques valenciennes)

## Essais et études
- 1943, Dimension Fisica y Animica de la Valencia de 1843
- 1954, Albergue de Menores (maison d'arrêt de mineurs: étude sociale)
- 1961, Tiempos de Valencia
- 1966, Estampas Valencianas
- 1971, Viajeros por tierras de Carabobo del siglo XVIII y XIX (voyageurs européens et Nord-Américains dans la province de Carabobo XVIIIe siècle et XIXe siècle)

## Hommages
Le 15 février 2013, il reçoit un hommage posthume de la part de la Mairie de Valencia au théâtre municipal pour le centenaire de sa naissance en présence de ses enfants Olimpia, Guillermo, Alvaro, Héctor, Xavier, Hernán et Graciela Herrera Guada

## Source
- Université de Carabobo et archive familiale du poète.